# تشخيص (فن)
التوصيف أو التشيخص هو تمثيل الأشخاص (أو الكائنات أو المخلوقات الأخرى) في الأعمال الفنية السردية والمثيرة. قد يتضمن هذا التمثيل طرقًا مباشرة مثل إسناد الصفات في الوصف أو التعليق، والطرق غير المباشرة (أو «الدرامية») التي تدعو القراء إلى استنتاج الصفات من تصرفات الشخصيات أو الحوار أو المظهر. هذه الشخصية تسمى الشخصية. الشخصية عنصر أدبي.

## التاريخ
تم تقديم مصطلح التوصيف في القرن التاسع عشر. عزز أرسطو أسبقية المؤامرة على الشخصيات، أي سرد يحركها المؤامرة، وجادل في شعرائه أن المأساة «هي تمثيل، وليس تمثيلًا للرجل، وإنما تمثيلًا للعمل والحياة». انعكس هذا الرأي في القرن التاسع عشر، عندما تم تأكيد أولوية الشخصية، أي سرد يحركها الطابع، أولاً مع الرواية الواقعية، وبعد ذلك بشكل متزايد مع التطور المؤثر في علم النفس.

## مباشر مقابل غير مباشر
هناك طريقتان يمكن للمؤلف أن ينقل معلومات حول الشخصية:
توصيف مباشر أو صريح
يخبر المؤلف حرفيًا الجمهور بما يشبه الشخصية. قد يتم ذلك عن طريق الراوي أو شخصية أخرى أو بواسطة الشخصية نفسها.
توصيف غير مباشر أو ضمني
يجب أن يستنتج الجمهور لأنفسهم ما هو شكل الشخصية من خلال أفكار الشخصية وأفعالها وخطابها (اختيار الكلمات، طريقة التحدث)، المظهر الجسدي، السلوكيات والتفاعل مع الشخصيات الأخرى، بما في ذلك ردود فعل الشخصيات الأخرى على ذلك الشخص بعينه.

## في الدراما
تختلف الشخصيات في المسرح والتلفزيون والسينما عن تلك الموجودة في الروايات، حيث قد يفسر الممثل وصف وحوار الكاتب بطريقته الفريدة لإضافة طبقات جديدة وعمق جديد للشخصية. يمكن ملاحظة ذلك عندما يقارن النقاد، على سبيل المثال، «السيدة ماكبثس» أو «هيثكليفس» لمختلف الجهات الفاعلة. هناك اختلاف رئيسي آخر في الدراما وهو أنه لا يمكن «الدخول داخل رأس الشخصية» بالطريقة الممكنة في الرواية، مما يعني أن طريقة عرض الشخصيات غير متوفرة. ما زال آخر هو أنه في الدراما، عادة ما يمكن رؤية الشخصية وسماعها ولا يلزم وصفها.

## في الأساطير
تم وصف الشخصيات الأسطورية بأنها معادلة وتشكل جزءًا من تصنيف يتكون من عدة نماذج أولية مختلفة ومحدودة، وهو نوع من المكونات. تشكل المكونات المتعددة، مثل النماذج الأولية وعناصر أخرى من المجموعة النصية، نوعًا من التكوين ينتج عنه أسطورة تتحقق بالكامل. يمكن خلط هذه التكوينات ومطابقتها معًا لتكوين أنواع جديدة من التكوينات، ولم يتعب البشر أبدًا من استخدام هذه التكوينات لأساطيرهم. هذه هي الفكرة التي تستخدم نموذج مشوه على سرد الأساطير. يرى منظور آخر أن البشر عند قراءة أو سماع الأساطير لا يقومون بتشريحها إلى أجزاء مختلفة، وأنه عندما لا يطلع البشر معًا على القصص من خلال استخدام مكونات محدودة في التكوين، وأن الناس وثقافاتهم يتغيرون، وبالتالي فإن هذا يؤدي إلى التطورات في القصص، بما في ذلك الشخصيات.
الشخصيات الأسطورية لها تأثير يمتد إلى الأعمال الأدبية الحديثة. يستمد الشاعر بلاتون أوونسكي من الأساطير المحلية لوطنه، ومنطقة ياكوت في روسيا وشعب ساكا. في العديد من قصصه، يصور الشخصية الرئيسية التي تتبع الأمثلة التاريخية للبطولة، لكنه يصور الشخصية الرئيسية باستخدام أمثلة السوفياتية للبطولة، حتى باستخدام شخصيات الحياة الحقيقية، مثل ستالين، لينين، إلخ في نوع جديد من الأساطير. غالبًا ما تلعب هذه الشخصيات زمام المبادرة في القصص المأساوية المليئة بالتضحية. ومن الأمثلة على ذلك شخصيته Tygyn ، الذي قرر في بحثه عن السلام أن السبيل الوحيد لتحقيق السلام هو استخدام القوة العسكرية لفرضها.] يتم استخدام الأساطير في هاملت لشكسبير كجهاز لموازنة الشخصيات ولنعكس عليها دورًا في القصة، مثل استخدام أسطورة Niobe والأخت التوأم لجيرترود.

## النماذج الأصلية للشخصية
حدد عالم النفس كارل يونج اثني عشر «أنماط أصلية» أولية للنفسية البشرية. كان يعتقد أن هؤلاء يقيمون في اللاوعي الجماعي للناس عبر الحدود الثقافية والسياسية. غالباً ما يتم الاستشهاد بهذه النماذج النموذجية الإثني عشر في شخصيات خيالية. يمكن اعتبار الشخصيات «المسطحة» كذلك لأنها تتمسك بنموذج أصلي واحد دون الانحراف، في حين أن الشخصيات «المعقدة» أو «الواقعية» ستجمع بين عدة نماذج أولية، بعضها مسيطر أكثر من غيرها - لأن الناس في الحياة الحقيقية. اثنا عشر نسخة من جونغ هي: الأبرياء، الأيتام، البطل، مقدم الرعاية، المستكشف، الثائر، العشاق، الخالق، المهرج، الحكيم، الساحر، والحاكم.

## صوت الشخصيات
لا يجب الخلط بينه وبين الصوت النحوي أو صوت الكاتب.
صوت الشخصية هو أسلوبه في الكلام. شخصيات مختلفة تستخدم مفردات مختلفة وإيقاعات الكلام. على سبيل المثال، بعض الشخصيات ثرثارة والبعض الآخر قليل الكلام. الطريقة التي تتحدث بها الشخصية يمكن أن تكون وسيلة قوية لكشف شخصية الشخصية. من الناحية النظرية، ينبغي أن يكون القارئ قادرًا على تحديد الشخصية التي تتحدث ببساطة عن الطريقة التي يتحدث بها. عندما يتم إنشاء صوت حرف غني ومميز، يمكن للكاتب أن يفلت من حذف العديد من سمات الكلام (خطوط العلامات).
طريقة خطاب الشخصية هي الأدب، ما هو مظهر الممثل وزيه بالنسبة للسينما.  في الخيال، فإن ما يقوله أحد الأشخاص، وكذلك كيف يقول هو أو هي، له تأثير قوي على القارئ. يجب أن يكون لكل شخصية صوتها المميز. للتمييز بين الشخصيات في الخيال، يجب على الكاتب أن يوضح لهم فعل الأشياء وقولها، ولكن يجب تعريف الشخصية بأكثر من موضوع محادثة واحد أو بلكنة الشخصية. سيكون للشخصية اهتمامات أو اهتمامات شخصية أيضًا. على الرغم من أن المزاج الفردي هو أكبر محدد لما تقوله الشخصية، إلا أنه ليس الوحيد. يمكن للكاتب أن يجعل حوار الشخصيات أكثر واقعية وإثارة للاهتمام من خلال النظر في عدة عوامل تؤثر على كيفية تحدث الناس: العرق، الخلفية العائلية، المنطقة، الجنس، التعليم، والظروف. تميز الكلمات عن طريق الإيمان، والإيقاع، والتعقيد، والموقف. يمكن للأدوار وعبارات الصيد أن تساعد أيضًا. النظر في درجة شكلي في اللغة المنطوقة مفيد أيضا. عادة ما تستخدم الشخصيات التي تقضي الكثير من حياتها في بيئة أكثر رسمية، لغة أكثر رسمية في كل وقت، في حين أن الآخرين لا يفعلون ذلك أبدًا.  نغمة الصوت والحجم ومعدل التسليم والمفردات والانحراف والتركيز والملعب ومواضيع المحادثة والتعابير والعامية وشخصيات الكلام: كل ذلك عبارة عن تعبيرات عن هوية الشخص الموجود في الداخل. يجب أن تنمو طريقة خطاب الشخصية من الداخل إلى الخارج. الحديث هو كيف تتسرب شخصيته الأساسية ليراها العالم؛ إنه ليس إجمالي شخصيته. 

## انظر ايضًا
- نظرية السمات